# Неверивко Єфросинія Микитівна
Єфроси́нія (Пріська) Мики́тівна Невери́вко (1900 , Красна Лука, Гадяцький повіт, Полтавська губернія, Російська імперія  — 27 вересня 1943 , Середньоахтубінський район, Сталінградська область ) — українська радянська діячка, селянка. Депутат Верховної Ради УРСР 1-го скликання (1938–1943). 

## Біографія
Народилася 1900 року в родині селянина-бідняка. З 1909 по 1910 рік навчалася одну зиму в сільській початковій школі села Красна Лука. З 1910 року пасла худобу, наймитувала в заможних селян. З 1915 по 1917 рік працювала на поміщицьких економіях в селах Веприк та Дубрівка Гадяцького повіту. У 1917–1922 роках наймитувала в заможних селян. З 1922 по 1929 рік працювала у власному сільському господарстві.
З 1929 року — колгоспниця, з 1934 року — ланкова колгоспу «Радянське життя» села Красна Лука Гадяцького району Полтавської області. Збирала високі врожаї цукрових буряків. 
26 червня 1938 року обрана депутатом Верховної Ради УРСР 1-го скликання по Гадяцькій виборчій окрузі № 178 Полтавської області.
З початком німецько-радянської війни була в евакуації в Сталінградській області, померла 27 вересня 1943 року.

## Родина
У 1922 році одружилася з бідняком Марком Неверивком, який потім був деякий час головою сільської ради (помер у 1931 році). Мала двоє дітей.
У 1935 році одружилася з селянином Семеном Левуном.